# Buck Buchanan
Junious Buchanan (Gainesville, Alabama, 10 de septiembre de 1940 – Kansas City, Misuri, 16 de julio de 1992), más conocido como Buck Buchanan, fue un jugador profesional estadounidense de fútbol americano que se desempeñó en la posición de defensive tackle en la American Football League (AFL) y en la National Football League (NFL). Es miembro del Salón de la Fama del Fútbol Americano Profesional.

## Carrera
Buchanan jugó como profesional trece temporadas en Kansas City Chiefs (1963-1975), equipo en el que se retiró.

## Reconocimiento
El 4 de agosto de 1990, ingresó como miembro al Salón de la Fama del Fútbol Americano Profesional.